# St. Laurentius (Schwarmstedt)

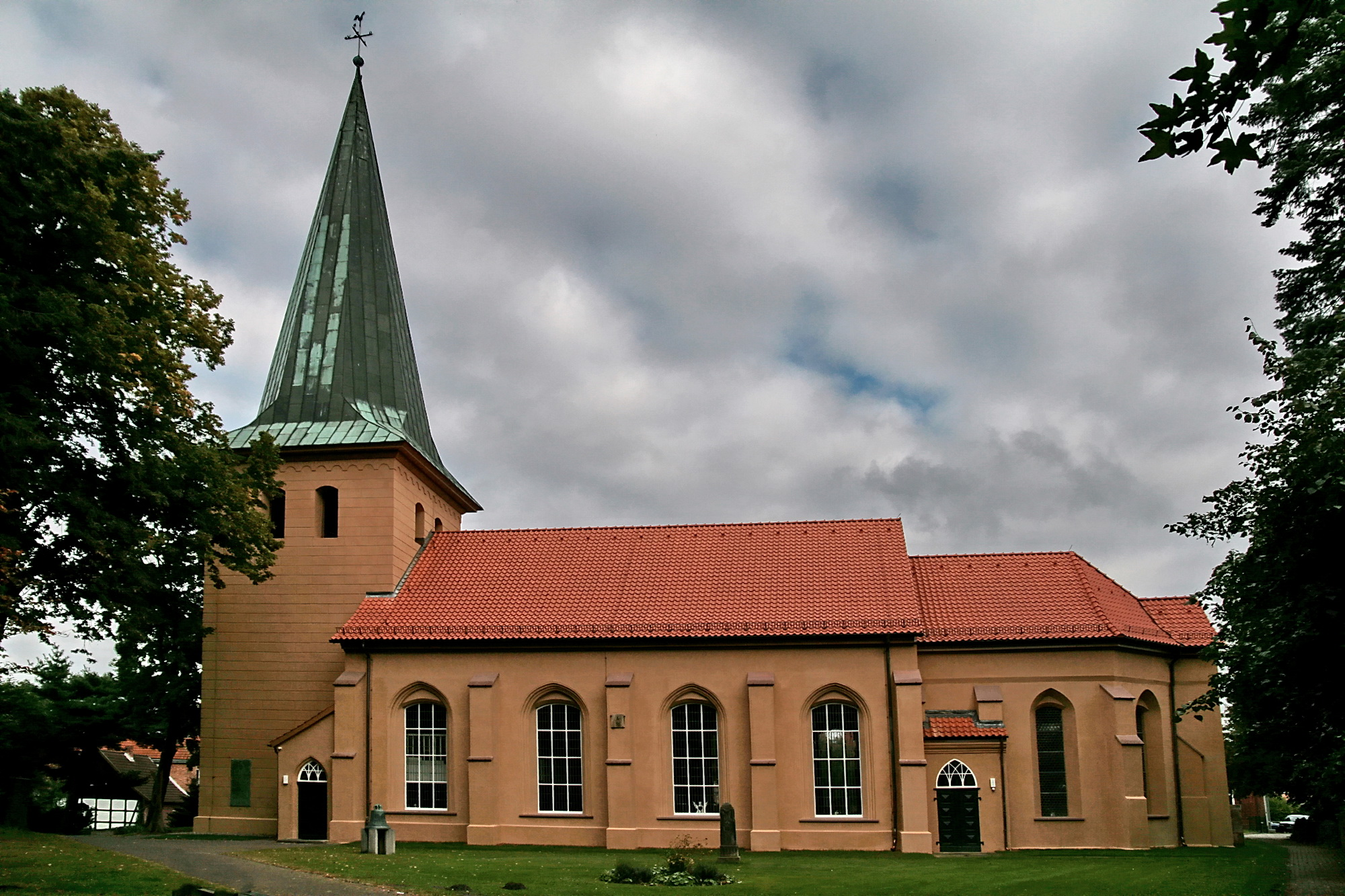
St. Laurentius

Die evangelisch-lutherische denkmalgeschützte Kirche St. Laurentius steht in Schwarmstedt, einer Gemeinde in der Samtgemeinde Schwarmstedt im Landkreis Heidekreis von Niedersachsen. Die Kirchengemeinde gehört zum Kirchenkreis Walsrode im Sprengel Lüneburg der Evangelisch-lutherischen Landeskirche Hannovers.

## Geschichte
Die Kirche wird zum ersten Mal in einer Schenkungsurkunde um 1150 erwähnt. Der Edelherr Mirabilis schenkte dem Bistum Minden die Ländereien um Schwarmstedt und es konnte eine feste Kirche gebaut werden, die der kirchliche Mittelpunkt der einstigen Amtsvogtei Essel war.

## Beschreibung
Die noch heute vorhandene äußere Gestalt der Kirche, eine dreischiffige Hallenkirche im spätgotischen Baustil, entstand als Neubau 1510. Der Kirchturm im Westen, in dem zwei Kirchenglocken hängen, ist noch romanischen Ursprungs. Nachdem der alte Turm zusammengefallen war, wurde er 1610 erneuert. 1845 bis 1846 erhielt er seinen spitzen Helm. Nachdem 1977 der Blitz eingeschlagen war, musste der Helm erneuert werden. Er besteht aus Raseneisensteinen, die mit Quaderputz verdeckt sind. Das Langhaus und der eingezogene Chor sind aus verputzten Backsteinen errichtet, die Wände werden durch Strebepfeiler gestützt. In der Nordostecke zwischen Langhaus und Chor wurde in der 1. Hälfte des 16. Jahrhunderts die Sakristei angebaut, die mit einem Kreuzrippengewölbe überspannt ist. Die Bogenfenster im spitzbogigen Gewände wurden nachträglich nach unten verlängert. Das Mittelschiff des Langhauses ist mehr als doppelt so breit wie die Seitenschiffe. Das stark gebuste, tief herabgezogene Kreuzgratgewölbe über vier Joche nimmt etwa die halbe Raumhöhe ein. Die Gewölberippen beginnen an den Außenwänden auf einfachen Konsolen. Zwischen Mittelschiff und dem breiteren Chor befindet sich ein stark eingeschnürter Chorbogen, bei dem 1961 spätgotische Wandmalereien freigelegt wurden, die u. a. einen Gnadenstuhl zeigen. 
Zur Kirchenausstattung gehört ein spätgotischer geschnitzter Altar, dessen Schrein unter einem Baldachin die Statue einer Mondsichelmadonna aufweist. Die Kanzel mit Schalldeckel wurde 1608 geschnitzt. Das Taufbecken stammt von 1528 und diente zwischenzeitlich im Dorf als Viehtränke. Erst um 1900 hat man es wieder im Kirchenraum aufgestellt.
Auf der Empore im Osten wurde 1978 im Orgelprospekt aus dem 18. Jahrhundert die Orgel mit 16 Registern, verteilt auf zwei Manuale und ein Pedal, von Wilfried Müller aus Arpke gebaut. Um 1902 wurde die Kirche von Eduard Wendebourg und Theodor Maßler restauriert.